# Mouçós
Mouçós era una freguesia portuguesa del municipio de Vila Real, distrito de Vila Real.

## Historia
Documentada desde 1220, Mouçós, como todas las tierras pertenecientes a los marqueses de Vila Real, pasó en 1641 a poder de la Corona, cuando el marqués y su heredero fueron ejecutados bajo la acusación de conspirar contra el rey Juan IV. En 1651 pasó a formar parte del inmenso patrimonio de la recién creada Casa do Infantado (propiedades asignadas al segundo hijo del rey de Portugal), hasta la extinción en 1834 de esta institución, con las reformas del liberalismo.
En 1960 Mouçós fue una de las freguesias que cedió parte de su territorio para la creación de la freguesia urbana (hoy también extinta) de Nossa Senhora da Conceição.
Fue suprimida el 28 de enero de 2013, en aplicación de una resolución de la Asamblea de la República portuguesa promulgada el 16 de enero de 2013 al unirse con la freguesia de Lamares, formando la nueva freguesia de Mouçós e Lamares.

## Organización territorial
Mouçós disputaba con Campeã el título de freguesia con más aldeas del concelho de Vila Real. Debido a la contigüidad de muchos de estos núcleos de población, no es fácil establecer inequívocamente su número. Una lista aceptable incluiría los siguientes: Abobeleira, Alfarves, Alvites, Bouça, Bouça da Raposa, Sigarrosa, Compra, Estação, Feitais, Jorjais, Lagares, Lage, Magarelos, Merouços, Mouçós (sede), Pena de Amigo, Piscais, Ponte, Sanguinhedo, Santa Baía, Sequeiros, Tojais y Varge.

## Patrimonio
En el patrimonio de la antigua freguesia destacan la iglesia parroquial del Salvador, con un arca tumular románica anexa (que en realidad data de finales del siglo XV), la iglesia gótica de Nossa Senhora de Guadalupe, en la aldea de Ponte, del siglo XIV, en cuyo interior se encuentran dos piedras tumulares una del siglo XVI y la otra del siglo XVII, así como un techo de madera de estilo mudéjar, y el puente romano de Piscais, sobre el río Corgo, aún abierto al tráfico..
Debe citarse también el santuario de Nossa Senhora da Pena, en el que se celebra una importante romería el segundo domingo de septiembre, cuyo principal acontecimiento es la dança dos andores, una especie de andas o palios que han alcanzado hasta 23 metros de altura y cerca de cinco toneladas de peso.